# Przydargiń
Przydargiń (deutsch Priddargen) ist ein Dorf in der Woiwodschaft Westpommern in Polen. Das Dorf gehört zur Gmina Bobolice (Stadt- und Landgemeinde Bublitz) im Powiat Koszaliński (Kösliner Kreis).

## Geographische Lage
Das Dorf liegt in Hinterpommern, etwa 145 km nordöstlich von Stettin und etwa 7 km nordwestlich der Stadtmitte von Bublitz. Durch den Ort führt die Landesstraße 11.

## Geschichte
Zu Beginn des 18. Jahrhunderts gehörte Priddargen zu einem Güterkomplex der adligen Familie Zarth mit Mittelpunkt in Alt Griebnitz. Im Jahre 1751 wurde der Besitz, darunter auch Priddargen, allodifiziert. 1780 erwarb ein Johann Joachim Carl von Wenden (aus der adligen Familie von Wenden) Priddargen.
In Ludwig Wilhelm Brüggemanns Ausführlicher Beschreibung des Königlich-Preußischen Herzogtums Vor- und Hinterpommern (1784) ist Priddargen unter den adeligen Gütern des Fürstentums Cammin aufgeführt. Es lag damals „auf der Poststraße von Cöslin nach Bublitz“. In Priddargen bestanden das Vorwerk, also der Gutsbetrieb, drei Bauernstellen und eine Kossätenstelle, insgesamt sechs Haushalte („Feuerstellen“). Ferner gehörten vier Buschkaten zu Priddargen, die „Dorfstätte“ genannt wurden.
Ab dem 19. Jahrhundert bestanden der Gutsbezirk Priddargen und die die Landgemeinde
Priddargen nebeneinander. Priddargen gehörte zunächst zum Kreis Fürstenthum und kam bei dessen Aufteilung 1872 zum Kreis Bublitz. Im Jahre 1910 zählte der Gutsbezirk Priddargen 55 Einwohner, die Landgemeinde Priddargen 28 Einwohner. Später wurde Priddargen nach Dubbertech eingemeindet und kam 1932 bei der Auflösung des Kreises Bublitz mit Dubbertech zum Kreis Köslin.
1945 kam Priddargen, wie ganz Hinterpommern, an Polen. Die Bevölkerung wurde vertrieben und durch Polen ersetzt. Priddargen erhielt den polnischen Ortsnamen „Przydargiń“. Heute gehört der Ort zur Gmina Bobolice (Stadt- und Landgemeinde Bublitz).